# 神楽岡駅
神楽岡駅（かぐらおかえき）は北海道旭川市神楽4条14丁目にある北海道旅客鉄道（JR北海道）富良野線の駅である。事務管理コードは▲121714。駅番号はF29。

## 歴史
1957年（昭和32年）から富良野線の気動車列車が運転開始されたことに伴い、新設された駅のひとつである。

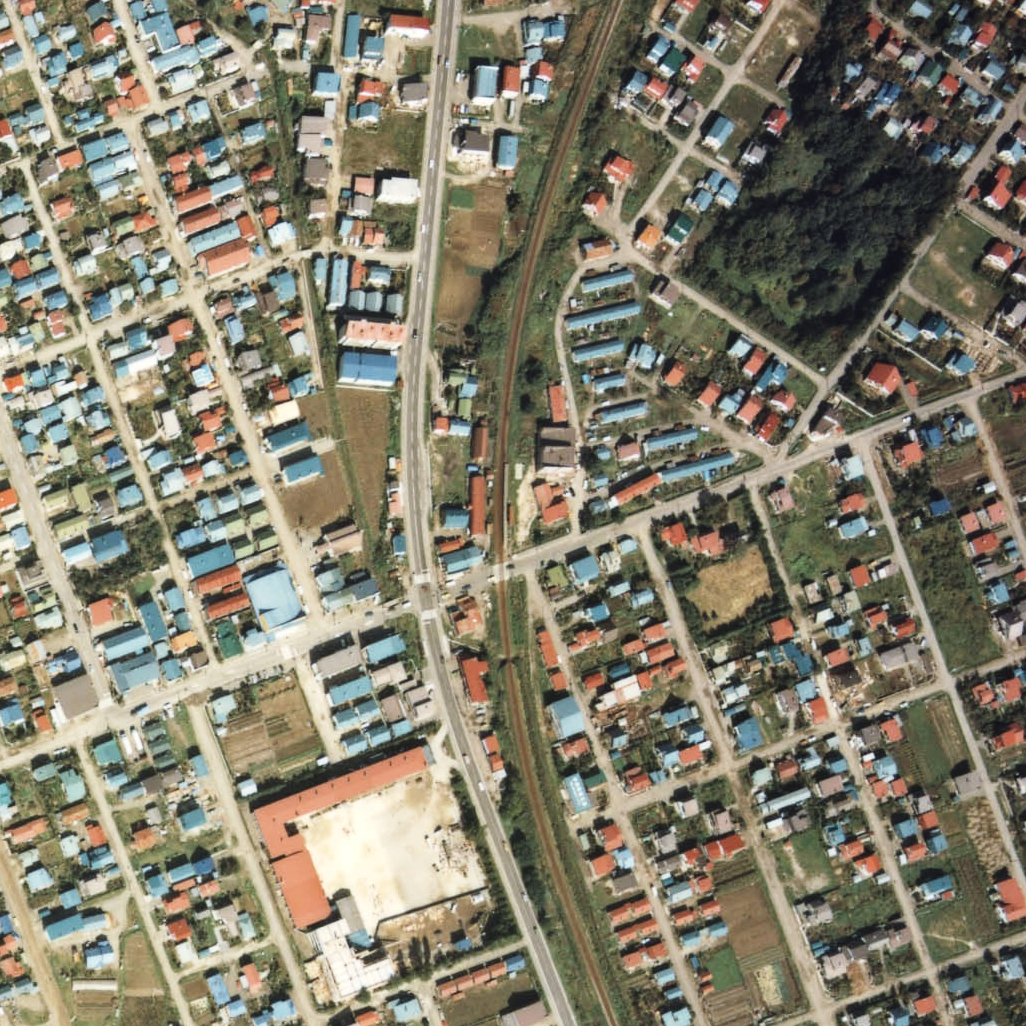
1977年の神楽岡駅と周囲約500m範囲。下が富良野方面。

### 年表
- 1957年（昭和32年）12月1日：富良野線に気動車を投入。併せて神楽岡仮乗降場として西神楽駅 - 旭川駅間に新設[3][注釈 1]。
- 1958年（昭和33年）3月25日：正規の駅として開業。旅客のみ取扱い[1][1]。
- 1987年（昭和62年）4月1日：国鉄分割民営化により、北海道旅客鉄道（JR北海道）の駅となる[1]。

### 駅名の由来
当時の所在地である旭川市神楽地区（←神楽町←神楽村）より。

## 駅構造
富良野方面に向かって左側に1面1線の単式ホームを持つ地上駅。曲線上にあるためホームは弧を描く。旭川駅管理の無人駅。

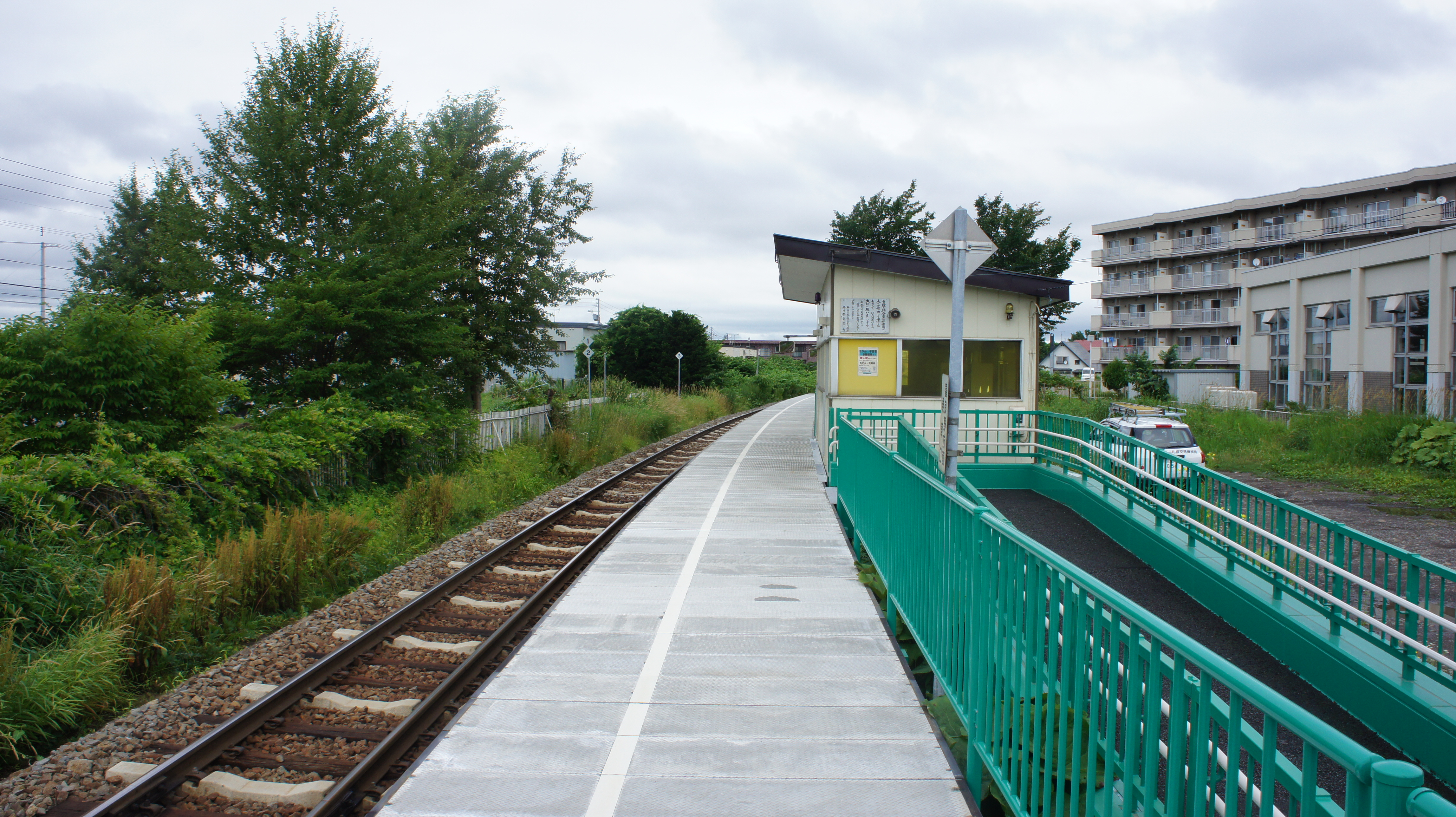
ホーム（2017年7月）
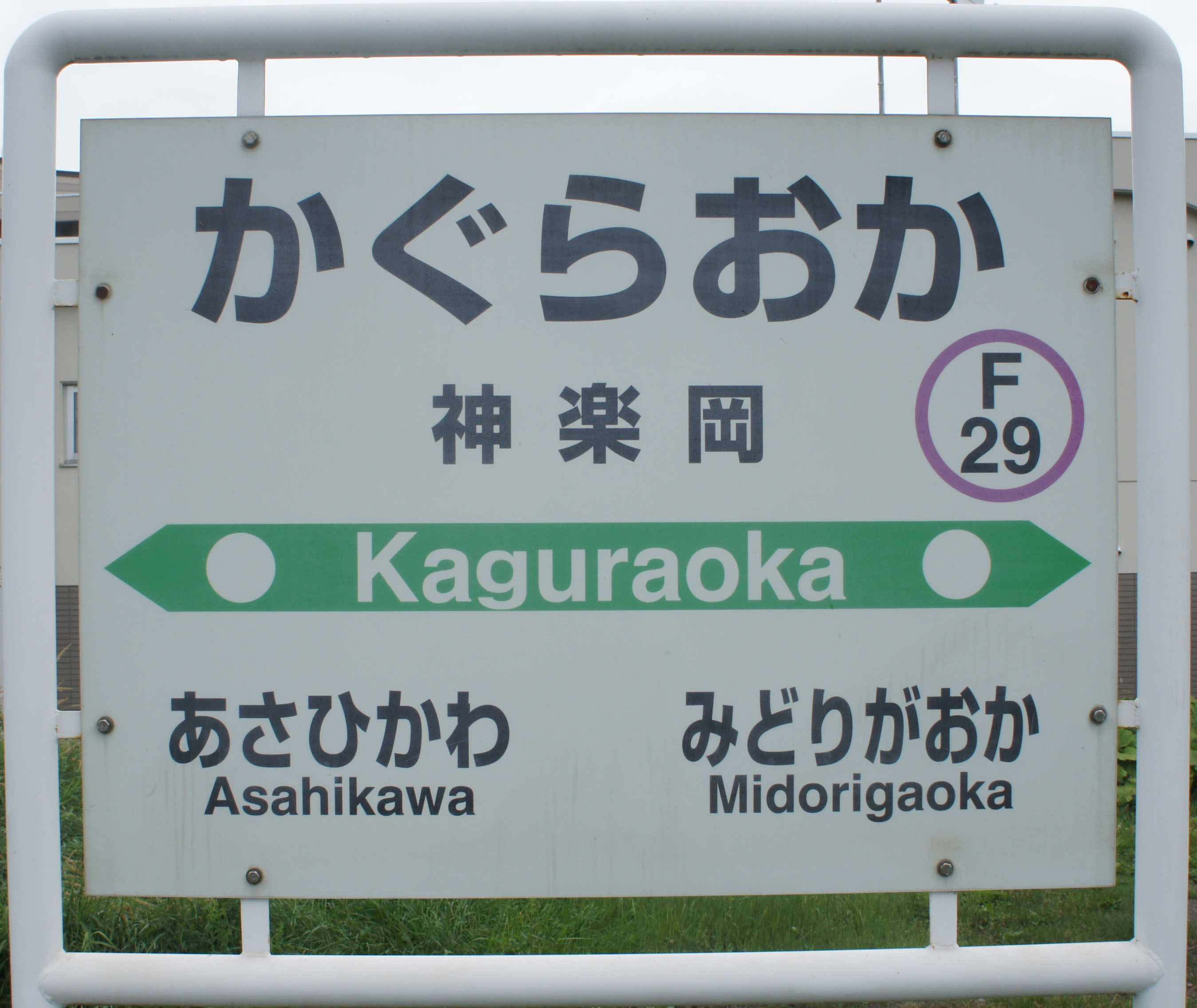
駅名標（2017年7月）

## 利用状況
乗車人員の推移は以下のとおり。年間の値のみ判明している年については、当該年度の日数で除した値を括弧書きで1日平均欄に示す。乗降人員のみが判明している場合は、1/2した値を括弧書きで記した。
また、「JR調査」については、当該の年度を最終年とする過去5年間の各調査日における平均である。
| 年度               | 乗車人員 | 乗車人員 | 乗車人員 | 出典       | 備考                 |
| 年度               | 年間     | 1日平均  | JR調査   | 出典       | 備考                 |
| ------------------ | -------- | -------- | -------- | ---------- | -------------------- |
| 1992年（平成04年） |          | (197.0)  |          | [ 4 ]      | 1日平均乗降客数394人 |
| 2016年（平成28年） |          |          | 99.6     | [ JR北 1 ] |                      |
| 2017年（平成29年） |          |          | 96.0     | [ JR北 2 ] |                      |
| 2018年（平成30年） |          |          | 97.2     | [ JR北 3 ] |                      |
| 2019年（令和元年） |          |          | 91.0     | [ JR北 4 ] |                      |
| 2020年（令和02年） |          |          | 84.4     | [ JR北 5 ] |                      |
| 2021年（令和03年） |          |          | 78.2     | [ JR北 6 ] |                      |
| 2022年（令和04年） |          |          | 77.4     | [ JR北 7 ] |                      |
| 2023年（令和05年） |          |          | 76.2     | [ JR北 8 ] |                      |

## 駅周辺
- 国道237号
- 旭川神楽岡郵便局
- 旭川信用金庫神楽支店南出張所
- 上川神社
- 神楽岡公園
- 旭川電気軌道・道北バス「神楽岡駅前」停留所

## 隣の駅
北海道旅客鉄道（JR北海道）
■富良野線
旭川駅 (A28) - 神楽岡駅 (F29) - 緑が丘駅 (F30)